# Raoul du Gardier
Raoul du Gardier, né le 1er avril 1871 à Wiesbaden (Allemagne) et mort le 16 octobre 1952 à Pornic (Loire-Atlantique), est un peintre français.
Peintre voyageur, son œuvre est constituée de nombreuses marines et scènes orientalistes.

## Biographie

### Sa jeunesse
Né à Wiesbaden, de Raoul Robert du Gardier, saint-cyrien, officier de cavalerie, et de  Marie-Aimée Serpette, Raoul Alfred Henri Robert du Gardier est l'aîné d'une famille de cinq enfants de la noblesse de province. Il est le petit-neveu du peintre et architecte Félix Thomas, ainsi que le neveu du compositeur Gaston Serpette. Il passe une enfance paisible en dépit d'une tuberculose pulmonaire qui lui aurait été transmise par sa nourrice. À l'adolescence, sa famille déménage à Paris où il se fait soigner. Ces « soins » amènent le corps médical à pratiquer une opération de castration destinée — selon les connaissances médicales de l'époque — à éradiquer sa tuberculose.
En 1888, le bac obtenu, il décide de se consacrer à la peinture et rejoint les Beaux-Arts de Paris,.

### Le peintre
Élève de Théobald Chartran, d'Albert Maignan et de Gustave Moreau,,, Raoul du Gardier expose au Salon des artistes français à partir de 1893 (Œdipe et le Sphinx), est distingué par une mention honorable en 1897 et en devient sociétaire à partir de 1900. Quelques-unes de ses œuvres intègrent alors la collection de Charles Hayem, un proche de Gustave Moreau. Il installe son atelier au 12, boulevard du Montparnasse à Paris et accumule alors les distinctions en tant que peintre et graveur. En 1897, à l'occasion d'un voyage en Algérie où sa famille possède des vignobles, il se lie d'amitié avec le peintre belge Henri Evenepoel, lequel souffre comme lui d'une maladie pulmonaire l'obligeant à effectuer des séjours réguliers dans des pays chauds. Une médaille de bronze lui est décernée à l'Exposition universelle de 1900 pour son tableau Les Femmes kabyles.
Comme d'autres anciens élèves de Gustave Moreau, il participe au Salon d'Automne créé en 1905 en tant que membre fondateur du Salon, et y expose deux portraits : no 608 : Portrait de Mlle D. et no 609 : Portrait de M. G. de G.. En 1911, il se rend en Turquie.
En 1914, il s'engage dans l'armée et sera notamment le chauffeur du général Foch ainsi que du maréchal Franchet d'Espèrey,.
La fin de la Première Guerre mondiale marque ses premiers succès commerciaux. Raoul du Gardier collabore à de nombreuses revues qui publient ses tableaux et ses aquarelles. En 1920, son frère, Pierre-Charles du Gardier, est nommé consul général de France à Suez puis à l'Île Maurice. En visite chez son frère, il y rencontre l'aventurier et futur écrivain Henri de Monfreid, de passage à Suez en provenance de Djibouti. De 1920 à 1930, Raoul du Gardier entame alors une série de voyages en Égypte et dans l'Océan Indien. Il fournit à cette époque à Pierre Mille des aquarelles pour illustrer ses articles relatifs à l'Égypte destinés à L'Illustration.
La qualité de son travail lui vaut d'être nommé peintre de la Marine le 24 avril 1923. Ce statut, ainsi que des moyens financiers le mettant à l'abri du besoin, l'amènent à réaliser alors deux tours du monde qui seront autant de sources d'inspiration. En novembre 1929, il embarque à Marseille sur le croiseur Général Duquesne pour un périple de trois mois jusqu'à l'Île Maurice. Il illustre avec le peintre et illustrateur Charles Fouqueray (1872-1958) Les Belles Croisières Françaises de Paul Chack en 1929 et participe en 1932 à la décoration du Normandie (paquebot). La même année il participe au concours d’art des Jeux Olympiques de Los Angeles (section peinture) en exposant une toile, Canoë Rouge. En 1933, la Marine nationale le sollicite afin de décorer le bâtiment Vauban du cercle naval de Toulon. Charles Fouqueray fait également partie des artistes travaillant aux décors de ce bâtiment. En 1936, il devient peintre de l'Air.
Outre l'Égypte, il découvre également les colonies françaises, l'Algérie française, le Maroc, Djibouti, le Liban, l'Île Maurice (ancienne colonie), La Réunion et les Comores notamment. Sa peinture orientaliste témoigne alors de l'expansion de la France dans le monde et lui assure une importante notoriété et une grande prospérité.
Il vit à Paris au 2, rue Rosa-Bonheur et y mène une vie mondaine. L'été, il rejoint son frère Pierre-Charles qui possède une imposante demeure à Pornic, le long de la côte, la villa Magdalena. Il y installe un atelier dans une dépendance face à la mer où il produit de nombreuses scènes marines évoquant la douceur de vivre de l'entre-deux-guerres — promenades en bateau dans la baie de Bourgneuf, élégantes sur la plage, enfants jouant dans la mer, luxueux paquebots, scènes portuaires…. Certains artistes, tels que le peintre orientaliste Fernand Lantoine (1876-1955), ou son ami Edgar Maxence y séjournent.
Le déclenchement de la Seconde Guerre mondiale marque le déclin de sa santé. Il n'est désormais plus en mesure de se déplacer de manière autonome, ni de peindre ; sa gouvernante, victime d'un accident de la circulation à Paris, n'est plus en mesure de l'assister. Très diminué, sans revenus, il quitte son atelier de l'avenue de Tourville à Paris pour rejoindre Pornic, qu'il ne quittera désormais plus. À la villa Magdalena, il héberge à partir de 1940 son ami Charles Fouqueray qui a dû fuir Brest, après avoir échappé aux Allemands. Son frère, Pierre-Charles, avec qui il entretenait une grande complicité, meurt en 1950.
Devenu impotent, il est placé en 1952 dans un hospice où il meurt le 16 octobre 1952. Il est enterré, avec son frère, au cimetière de Sainte-Marie-sur-Mer.

## L'œuvre du peintre
En 1948, une vente des œuvres de Raoul du Gardier est organisée. À sa mort en 1952, faute de descendance et de galeriste pour le défendre, son œuvre tombe dans un relatif oubli. Pendant plus d'un demi-siècle, aucune monographie, aucune exposition ne lui sont consacrées. La redécouverte des œuvres de Raoul du Gardier est due au retour en grâce à la fin du XXe  et au début du  XXIe siècle des peintres orientalistes et à l'émergence du concept de « peintres voyageurs (en) ». On redécouvre en Raoul du Gardier le simple plaisir de peindre, la joie de la couleur, de la lumière, de sujets traités sans préciosité, de scènes prises sur le vif, sans chercher à paraître moderne mais avec un sens du cadrage photographique.
Ses œuvres lumineuses et élégantes évoquent le bonheur de vivre de l'entre-deux-guerres. Dans une lettre à l'historien Pierre Chaigne, Gabrielle du Gardier, nièce de Raoul écrit dans ses mémoires de son oncle : « Il a su rendre le reflet doux et tranquille d'une époque suspendue aux dernières lueurs d'une société en sursis ».
Les toiles de Raoul du Gardier sont généralement signées indifféremment en bas à droite ou à gauche « R. du GARDIER ». Il s'agit, le plus souvent, de petits formats qu'on pouvait aisément glisser dans une malle de voyage.

## Œuvres
- Petits plongeurs de Djibouti[note 13], localisation inconnue.
- Deux jeunes femmes sur le sable, Paris, musée du Louvre[8].
- Le Lavage du pont, Marseille, musée Cantini[note 14].
- Débarquement à Cotonou, Paris, musée du Quai Branly - Jacques-Chirac[note 15].
- Le Sphinx et les dieux et Les Sirènes, exposés au Salon des artistes français de 1894[9], localisation inconnue.
- Élégie, exposé au Salon des artistes français de 1895[10], localisation inconnue.
- La Mer, exposé au Salon des artistes français de 1896[11], localisation inconnue.
- Automne et Egipan, exposés au Salon des artistes français de 1897[12], localisation inconnue.
- Portrait de Mlle D. F… et Sapho, exposés au Salon des artistes français de 1898[13], localisation inconnue.
- Sapho, exposé au Salon angevin de 1899, localisation inconnue.
- Sermon sur le bord du lac, exposé au Salon des artistes français de 1899[14], localisation inconnue.
- Bateau de pêche, exposé au Salon angevin de 1900[15], localisation inconnue.
- Femmes Kabyles, exposé au Salon des artistes français de 1900[16] ainsi qu'à l'Exposition universelle de 1900 (médaille de bronze), localisation inconnue.
- Portrait de Miss Haygate, exposé au Salon des artistes français de 1901[17], localisation inconnue.
- Femmes sur une plage, exposé au Salon des artistes français de 1902[18], localisation inconnue.
- Portrait de jeune fille, exposé au Salon des artistes français de 1903[19], localisation inconnue.
- Femme en blanc, sur la plage, exposé au Salon des artistes français de 1904[20][note 16], Limoux, musée Petiet[note 17].
- Croisière, exposé au Salon des artistes français de 1905[21], localisation inconnue.
- Sur la Tamise, exposé au Salon des artistes français de 1906[22], localisation inconnue.
- Gondoles et Avenue du bois, exposés au Salon des artistes français de 1907[23], localisation inconnue.
- Au bord de l'eau, exposé au Salon des artistes français de 1908[24], localisation inconnue.
- Calme blanc, exposé au Salon des artistes français de 1909[25], Œuvre acquise en 1909 par Gari Melchairs pour les collections permanentes du musée Telfair Museums (en) Savannah, Géorgie[26]
- Régates à Paimbœuf et Promenade au clair de lune, exposés au Salon d'automne de 1909, localisation inconnue.
- Matinée d'été, exposé au Salon des artistes français de 1910[27], au Salon des beaux-arts de Lyon de 1914[28] et à l'Exposition universelle de 1915 à San Francisco, localisation inconnue.
- L'Échelle de Karakeny et Vue de Constantinople, exposés au Salon des artistes français de 1911[29], localisation inconnue.
- La Passagère, exposé au Salon des artistes français de 1912[30], localisation inconnue.
- Sur le sable, exposé au Salon des artistes français de 1912[31], Versailles, hôtel de préfecture des Yvelines.
- Au soleil, exposé au Salon des artistes français de 1913[32], localisation inconnue. Exposé et vendu au Salon d'Automne 1920 pour 800 FRF[3].
- Les Baigneuses, exposé au Salon de Gand de 1913, localisation inconnue.
- La Treille, exposé au Salon des artistes français de 1914, localisation inconnue.
- Sous les voûtes de l'Amirauté, Alger, exposé au Salon des artistes français de 1919[33], localisation inconnue.
- Les Enfants et la mare, exposé au Salon des artistes français de 1920, localisation inconnue.
- Vent arrière, exposé au Salon des artistes français de 1926[34], localisation inconnue.
- Hélène, Villa Magdalena, Pornic, à l'heure du bain, 1929, localisation inconnue.
- Rade de Tamatave et Matelot noir, exposés au Salon des artistes français de 1932, localisation inconnue.
- Le Bain de soleil et Jeune Femme passant sur la plage, exposés au Salon des artistes français de 1933[35], localisation inconnue.
- La coquille aux Carolines, exposé au Salon des artistes français de 1935, localisation inconnue.
- Calme Blanc, exposé au Salon des artistes français de 1938, localisation inconnue.
- Nausicaa, exposé au Salon des artistes français de 1939[36], localisation inconnue.
- Pirogues à balancier à Mahilé, Comores, Paris, musée du Quai Branly - Jacques-Chirac[note 18].
- Dans l'ombre de la rue de Suez, au Caire, acquis par l'État pour le musée du Luxembourg, localisation inconnue.

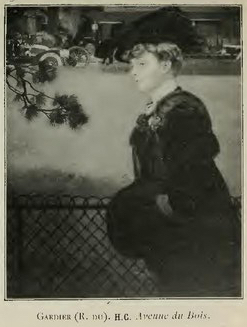
'Avenue du Bois'

## Expositions
- Salon des artistes français à partir de 1893.
- Exposition universelle de 1900 à Paris, médaille de bronze.
- Salon d'Automne de 1903[37].
- Salon d'Automne de 1905[6].
- Salon de 1906, Grand Palais.
- Salon de la France d'Outre-mer (Société coloniale des artistes français).
- Exposition universelle de 1915 à San Francisco.
- Londres.
- Munich.
- Gand, 1913.
- Amsterdam.
- Rome.
- Montréal 1909[38]
- Exposition internationale des arts français et belges, Detroit Institute of Arts (États-Unis), octobre 1916[note 19].
- Jeux olympiques d'été de 1932 à Los Angeles, compétitions artistiques[note 20].
- Pornic 1860-1910, les Bains de Mer, du 25 juillet au 6 août 1986 - Entrée du port et Le port a marée basse[2].
- Raoul du Gardier, œuvres inédites, galerie Jean-François Heim à Paris, du 3 juin au 3 juillet 2009.

## Illustrations
- Je sais tout, no 42, 1908.
- Femina, no 110, 15 août 1905.
- Lecture pour tous, mai 1923, mai 1927, août 1929, mai 1930, mai 1932).
- L'Illustration[Quand ?].
- Bertrand Louis, Mademoiselle de Jessincourt, Paris, Éditions A. Fayard, 1911.
- Paul Chack, Les Belles Croisières françaises, illustrations par Charles Fouqueray, Gustave Alaux et Raoul Du Gardier, Paris, chez Alexis Redier, 1929.
- Gabriel Hanotaux et Alfred Martineau, Histoire des colonies françaises et de l'expansion de la France dans le monde, tome VI, Paris, Société de l'Histoire nationale, Librairie Plon, 1934.

## Collections publiques
États-Unis
- Savannah, Telfair Museums (en)[26].

France
- Limoux, musée Petiet.
- Marseille, musée Cantini.
- Orléans, musée des Beaux-Arts.
- Paris :
  - musée du Louvre, département des arts graphiques[8].
  - musée national de la Marine.
  - musée du quai Branly - Jacques Chirac[note 21].
- Saint-Quentin, musée Antoine Lécuyer.
- Strasbourg, musée d'Art moderne et contemporain.

## Élèves
- Maurice Busset (1881-1936)
- Alfred Bolle (1887-1959)